# Зоречка
Зоречка (лат. Atocion; от др.-греч. ἀτόκιον, atokion — контрацептив) — род травянистых растений семейства Гвоздичные (Caryophyllaceae), распространённый в Европе, Западной Азии и Северной Африке.

## Ботаническое описание
Однолетние, двулетние или многолетние травянистые растения, 5—60 см высотой, сизовато-зелёные и преимущественно голые. Корень стержневой, реже есть корневище. Стебель преимущественно прямостоячий, иногда стелющийся или восходящий; верхняя часть верхних междоузлий иногда клейкая. Листья широколинейные, линейно-ланцетные, ланцетные или яйцевидные, голые, реже редко опушенные.
Цветки обоеполые, пятимерные, 6—15 мм в диаметре, собраны в верхушечные дихазиальные соцветия или в дихазии, которые образуют верхушечные щиткообразные или головкообразные соцветия. Чашечка 3,5—16 мм длиной, трубчатая, или трубчато-булавовидная или колокольчатая, голые, часто пурпурная. Лепестки пурпурно-розовые, ярко-розовые, светло-розовые или белые, с голым ноготком и более или менее выемчатой пластинкой. Нити тычинок голые; пыльники от розовых до фиолетовых, реже белые. Завязь неполнотрёхгнездная, с 3 стилодиями. Коробочки прочные, матовые, от продолговато-эллиптических до яйцевидно-эллиптических, вскрываются 3 двойными зубцами. Семена 0,4—0,6 мм в диаметре, более или менее почковидные, тёмно-красно-бурые, тупобугорчатые. 2n=24.

## Виды
Род включает 8 видов:
- Atocion armeria (L.) Raf. typus — Зоречка армериевидная
- Atocion compactum (Fisch. ex Hornem.) Tzvelev
- Atocion hypanicum (Klokov) Tzvelev — Зоречка бугская
- Atocion lerchenfeldianum (Baumg.) M.Popp
- Atocion lithuanicum (Zapał.) Tzvelev — Зоречка литовская
- Atocion reuterianum (Boiss. & C.I.Blanche) Frajman
- Atocion rupestre (L.) Oxelman — Зоречка скальная
- Atocion scythicinum (Coode & Cullen) Frajman